# کریستین سیلوستری
کریستین سیلوستری (انگلیسی: Cristian Silvestri؛ زادهٔ ۲۱ ژانویهٔ ۱۹۷۵) بازیکن فوتبال اهل ایتالیا است.
از باشگاه‌هایی که در آن بازی کرده‌است می‌توان به باشگاه فوتبال کوزنتسا کالچو، باشگاه فوتبال آسکولی، باشگاه فوتبال لچه، باشگاه فوتبال آ.اس. رم، باشگاه فوتبال کاتانیا، و باشگاه فوتبال ترنانا اشاره کرد.